# Carlo Pastorino
Carlo Pastorino (Masone, 17 luglio 1887 – Masone, 29 ottobre 1961) è stato uno scrittore e poeta italiano.
Scrittore, novellista, poeta ed ecologista ante litteram. Svolge l'attività di letterato mantenendosi però libero da condizionamenti di case editrici e circoli letterari attraverso la professione di insegnante, e trascorrendo per questo con la famiglia molti anni soprattutto ad Acqui e a Genova.
Contraendo forti debiti avvia nel 1914 l'acquisto della natia Vallechiara, in cui la presenza degli avi è documentata dal 1500, e la valorizza dallo stato dovuto alla plurisecolare dipendenza marchionale, alla natura montana, alla vicinanza con il mar Ligure e alle perturbazioni provenzali. Operatori atmosferici che concorrono, insieme alla orografia, a un microclima che conferisce a Masone erbe, boschi, aria pura e ricchezza d'acque sorgive che "rendono gradevole", "fanno variato e salutare il soggiorno" e sono fonte continua d'ispirazione per i suoi scritti.
Il "Poeta" - così vi è ancora noto oggi Carlo Pastorino -, dopo la Liberazione ne diventa primo cittadino. Ex combattente e prigioniero della prima guerra mondiale viene poi coinvolto - anche per l'incarcerazione del figlio partigiano Agostino - in vicende collaterali alla seconda guerra mondiale. Al termine del conflitto si adopera per onorare la memoria dei 59 martiri della Strage del Turchino - vittime di uno degli eccidi nazifascisti della zona - attraverso l'esumazione, la ricostruzione della cripta di un'abbazia dell'XI secolo - poi restaurata - che ne accoglie una parte. Per essi compone un'elegia poi data alle stampe, oggi inserita nella inedita Leggenda di Bosco Appennino.

## Infanzia e studi
Nasce in una cascina della Valle Stura posta in località Vallechiara di Masone (Genova) il 17 luglio 1887 da Agostino e Maria Maddalena Ottonello. È il terzultimo di sei figli. Gli altri, in ordine di età, sono: Giuseppe, Filippo, Giovanni Battista, Pietro e Caterina.
Dopo la scuola elementare per aiutare i genitori fittavoli dei marchesi Pallavicini, Carlo Pastorino interrompe gli studi e lavora come pastore, fabbro, sarto.
Li riprende nel 1904, a diciassette anni, presso un sacerdote del suo paese e successivamente diviene alunno del ginnasio nel seminario vescovile di Acqui. Nel 1906 passa al ginnasio-liceo "Doria" di Genova.
Convittore presso la Congregazione dei figli di Maria di Antonio Piccardo, è assistente degli studenti più giovani. Continua a frequentare il Doria ma nel 1910 si trasferisce alla Casa Manzoni del barnabita Giovanni Semeria, fondata per ospitare gli studenti lontani dalle famiglie. Nel 1911 consegue la maturità classica senza sostenere l'esame di stato grazie all'alta media dei voti di ammissione.
Alla Facoltà di Lettere dell'Università di Genova è allievo di Alfredo Galletti. Con la chiamata alla prima guerra mondiale interrompe la frequenza. Si laurea alla vigilia del congedo, nel 1919, discutendo una tesi su Manzoni.

## L'inizio dell'attività artistica e il commento di un critico sull'autodefinizione pastoriniana della propria poetica
Idilli in villa, il suo primo libro, è una raccolta di versi poi ripudiata che esce nel 1911. Pubblica nel 1914 un ulteriore libro di poesie acerbe, Valle Chiara, che rielabora in parte negli ultimi anni di vita.
Nel 1915 presenta la raccolta di novelle I tesori della mamma, pure ripudiata.

Esce nel 1921 La Madonna di Fanaletto, iniziata durante la prigionia, rielaborata poi per un'edizione del 1942. Il libro inizia con le parole: «Nella mia casa povera non entrò mai la miseria». E lo scrittore e storico della letteratura Fausto Montanari, al Convegno del centenario sull'Opera letteraria di Carlo Pastorino, afferma: 
Per La prova della fame, in cui Pastorino riporta ancora le parole «Nella mia casa povera...» e prosegue per esse con: «... avevo trovato il mio stampo. Tutta la mia vita di scrittore sarebbe partita da lì; cioè da una prosa amicale, ragionata e calma, la quale fosse comunione di spirito con spirito, fatta nelle ore di silenzio, per il raccoglimento e la pace», Montanari rileva:

e sottolinea che Pastorino 
 poi commentandone - sempre dalla Prova della fame - il brano:  «Vedevo come la natura nel suo creare fosse pacata, lenta, guardinga; e come essa - gli antichi lo avevano già rilevato - non procedesse a sbalzi e a salti; ma come in lei tutto fosse concatenato, fuso, armonico, leggiadro e necessario. Una tale concatenazione e fusione e armonia e leggiadria e necessità io trovavo nelle pagine dei prosatori e poeti che leggevo.», scrive: 

## La chiamata alle armi
Come soldato semplice segue, nel 1916, prima il corso alpini a Ceva e poi quello di allievo ufficiale di fanteria a Parma.
In luglio è al fronte in Vallarsa nel 69º reggimento; nei giorni 11-13 settembre guida il suo reparto alla riconquista della selletta Battisti e nel corso dell'azione viene anche ferito. Il comportamento gli vale in vita una medaglia d'argento al valor militare.
Trasferito dal fronte trentino a quello del Carso il 25 maggio 1917, il 4 giugno viene fatto prigioniero sul Monte Ermada. Deportato e rinchiuso nella camerata 101 della fortezza di Theresienstadt, in Boemia, ha come compagni di prigionia il commediografo Cesare Vico Lodovici, l'insegnante Paolo Ferrini, Piero Dottore e il musicista Mario Labroca.
Finita la guerra rientra a Masone nel 1918 ma, non ancora congedato, viene assegnato a un deposito di Firenze.
Sposa nel 1919 Carmelina Cesàri, di famiglia cremonese, maestra, conosciuta prima della partenza per il fronte. Nel 1920 nasce Agostino, il primo figlio.

## La professione di insegnante, il corpo della sua attività artistica e ulteriori valutazioni critiche
Inizia a insegnare nel 1920 in scuole di Genova, Novi Ligure e Casalmaggiore.
Professore al ginnasio di Acqui nel 1924, pubblica il romanzo autobiografico Il ruscello solitario. Nella cittadina piemontese rimane fino al 1932. Dopo otto anni dalla fine del primo conflitto mondiale, nel 1926, dà alle stampe il libro di memorie di guerra La prova del fuoco
Giovanni Titta Rosa, giornalista, scrittore e poeta, critico sicuro e attento ai valori letterari, segnala La prova del fuoco su La Fiera Letteraria del 5 settembre 1926:
La prova del fuoco ottiene così un notevole successo e viene raccomandata in lettura agli studenti del corso d'italiano del giornalista, scrittore ed editore Giuseppe Prezzolini alla Columbia University di New York. Lo stesso Prezzolini ne scrive da New York a Pastorino in una lettera il 18 aprile 1931.
Il consenso della critica non è neppure pari a quello dei lettori. Ristampato più volte, il libro viene pubblicato in seconda riveduta edizione nel 1931.
Dopo la nascita del secondo e ultimo figlio Piero (1926), nel 1927 esce il romanzo Il fratello mendìco, ma non si ripete l'affermazione di La prova del fuoco. Di seguito lo scrittore svolge attività pubblicistica sui quotidiani Il Cittadino (Genova) e L'Avvenire d'Italia (Bologna) e sul settimanale La Festa (Bologna). Gli Artigianelli di Pavia gli editano nel 1930 Bacche d'agrifoglio e Orme sull'erba e Pastorino vi dirige le collane di narrativa Scrittori contemporanei e Piccola vela.
Finalista nel 1931 al premio Bagutta con Bacche d'agrifoglio, riceve dall'Accademia d'Italia un premio d'incoraggiamento. Nominato docente al ginnasio Colombo di Genova, si trasferisce con la famiglia nel capoluogo ligure nel 1932.

## La critica sulle edizioni postume diLa prova del fuoco,La prova della fameeIl ruscello solitario
La prova del fuoco, insieme a La prova della fame, in La mia guerra, esce in versione definitiva nel 1989 a cura di Francesco De Nicola. Di questo libro e della edizione del 2000 del Ruscello solitario, scrive Alessandro Armato sull'Avvenire del 9 agosto 2000, in La terra alla «prova del fuoco»:
Il 12 luglio 2008, il critico Fiorenza Aste sul blog Soglie e flussi: Historica - Il Foglio letterario n. 2 afferma poi per la Prova del fuoco:
perché quello di Pastorino è
Ottantadue anni dopo Giovanni Titta Rosa, Fiorenza Aste conferma così in altri termini il giudizio del critico abruzzese.
Lo scrittore di montagna, Mario Martinelli, nel suo libro Dalla vita di un jobrero cita Pastorino sia per i percorsi indicati nella Prova del fuoco sia per le meditazioni pastoriniane, sue compagne durante le solitarie ascese alle cime della Vallarsa - luogo dove vive e dal quale traggono ispirazione i suoi libri.
Lo scrittore vallarsese, da dove Pastorino aveva partecipato alla Grande Guerra - fonte delle Cose vere della Prova del fuoco -, scrive nel 2009:
e prosegue:
Citazioni di e su Carlo Pastorino vengono da Il Montanaro, conversazioni con Mario Martinelli di Fiorenza Aste; e, il 18 gennaio 2009, ne appaiono sul citato blog del critico-scrittrice-poetessa trentina, attraverso il suo Sulle tracce di Carlo Pastorino: una giornata sul Monte Trappola.

Il docente Giulio Sardi, nel giugno 2005 sul periodico culturale nazionale Corale città di Acqui Terme, afferma in Acqui contadina nei ricordi di Carlo Pastorino che la ristampa del Ruscello solitario
 mentre sul settimanale della diocesi di Acqui Terme L'Ancora del 15 aprile 2007, segnala con Un autore da riscoprire i principali scritti di e su Carlo Pastorino. E nello stesso numero, in Una pagina di Carlo Pastorino per Monterosso, si può leggere Gente di collina: ville e ritrovi, riduzione del Sardi di uno scritto acquese pastoriniano.
Nel novembre 2010 esce l'ultima edizione di La prova del fuoco con postfazione di Francesco De Nicola, presentata in anteprima al II festival vallarsese degli scrittori di montagna Tra le rocce e il cielo.

### Le opere di guerra pastoriniane e laCommediadantesca
Fabio Todero, in questo suo libro della collana Civiltà del Risorgimento a cura di Giulio Cervani, entra poi nel merito dei due libri pastoriniani con sottolineature, citazioni e commenti che approndiscono quanto qui riportato e a sua dimostrazione, in modo ricco e non scontato.

## Il progetto di una trilogia di pace
Esce nel 1932 il primo volume, La casa del villaggio, trilogia della prima stesura di La leggenda di Bosco Appennino.
Vengono poi editi nel 1934 Il miracolo dei funghi e il citato A fuoco spento, libro del viaggio di ritorno ai luoghi del conflitto.

## Alcune delle altre opere
Tempo di raccolta esce nel 1935. Nel 1937 viene dato alle stampe Una cosa da nulla
 Vengono poi pubblicati il romanzo autobiografico Il bacio della primavera e Antologia latina, per i ginnasi inferiori e gli istituti tecnici e magistrali.
Due anni dopo (1939) entra in libreria La casa della montagna, secondo volume dell'annunciata trilogia, che la casa editrice ritira subito dalla circolazione per il contenuto considerato audace di alcuni passi. L'opera non viene però corretta ma riscritta e ampliata, sempre con il titolo di La leggenda di Bosco Appennino.
Dopo aver fino ad allora pubblicato i suoi libri presso case editrici cattoliche, Pastorino approda nel 1940 a un importante editore laico, Garzanti, con Il canto dell'uccello migratore. Nel 1941, sul primo numero del mensile Il Romanzo, appare il romanzo "popolare" a metafora La fantastica notte di Torrebianca risalente - a detta dello scrittore in una intervista del 1929 - a molti anni prima. Esce poi, in collaborazione con Cino Stoppino, l'antologia italiana per la scuola media Novissima.

## Un lungo viaggio nell'Europa nord occidentale
Nell'estate del 1935, visita Francia, Lussemburgo, Belgio, Paesi Bassi e Svizzera. Dall'osservazione delle campagne, dell'ultima nazione in particolare, gli nascono spunti (parte di un inedito incompiuto) per proseguire la coltivazione del suo podere di Vallechiara con altre varietà di alberi da frutta e di fiori.

## Le vicende legate alla seconda guerra mondiale
Dopo il bombardamento su Genova del novembre 1942 che rende inagibile il «Colombo», viene istituita una succursale per la scuola media a Campo Ligure e Pastorino ne diviene insegnante, ritornando così a stabilirsi a Masone nel 1943.
Membro dal 1944 del Comitato di Liberazione Nazionale (CLN) di Masone, convive con la Resistenza perché il figlio Agostino, capo di stato maggiore della partigiana Divisione Mingo, viene catturato dalle brigate nere e detenuto nel carcere genovese di Marassi fino alla Liberazione.
Dalla Liberazione fino al dicembre del 1945 è sindaco della Liberazione di Masone. Si impegna - come in parte detto - per la riesumazione e la tumulazione di diversi dei 59 martiri della Strage del Turchino nella cripta dell'abbazia di S. Maria in Vezzulla, detta il Romitorio.
Rifacendosi all'esperienza vissuta dal figlio maggiore Agostino, scrive - sempre nel 1945 - I nostri figli a Marassi, quale prefazione al libro di Giorgio Chiavola SS-IV Sezione (drammi nelle carceri naziste).
Nello stesso anno (1945) rientra a Genova e riprende l'insegnamento al «Colombo». Nel 1949 passa dall'insegnamento pubblico a quello privato presso l'istituto S. Nicola.

## Pubblicazioni dopo la seconda guerra mondiale
Nel 1950 esce II Sempiterno, primo volume della ripresa Leggenda di Bosco Appennino, in cinque volumi o parti, di complessive 2000-2500 pagine. Pur con il secondo volume in bozze e pronti gli altri, la pubblicazione viene sospesa. Va invece in libreria l'edizione definitiva di Il ruscello solitario, romanzo autobiografico con il quale l'autore, in occasione dell'edizione del 2000, viene considerato da Alessandro Armato - sempre su Avvenire del 9 agosto 2000 - 
 la quale 
Graziella Merlatti, a proposito di Il ruscello solitario, nell'articolo Il sereno cantore dell'Appennino ligure su L'Osservatore Romano del 16 maggio 2002, fa eco e approfondisce Armato così:
pare che
come acutamente ancora nota Rombi in prefazione.»
Nel 1951 pubblica Rospetto, rielaborazione del romanzo II fratello mendìco.

## I racconti, le novelle e le fiabe
Sono numerosissimi, centinaia, e tutti regolarmente pubblicati su quotidiani e riviste. Un nutrito gruppo di novelle ha per argomento il Natale. Due fiabe per la scuola, La più bella fata del mondo (per bambini di sette anni) e La cascina della montagna (per bambini di otto e nove anni), sono edite nella collana illustrata Le primaverine della Editrice Libraria di Milano nel 1922.

## Gli ultimi dieci anni
Colpito da grave malattia nel 1951, nel 1952 assume comunque la presidenza dell'istituto tecnico genovese Antonio Piccardo.
Per idea e interessamento di Marie Ighina, moglie del dottor Eraldo Ighina primario dell'ospedale di Ovada (AL), assieme a Carlo Pestarino, padre di Isidoro, comandante dei 59 martiri della Strage del Turchino, diviene possibile il restauro della citata abbazia del sec. XI - oggetto nel 1915 di un voto di Pastorino in partenza per il fronte, espresso nella poesia Il voto - grazie all'arrivo di un contributo statale concesso dal ministro Sereni - a cui non è estraneo l'allora deputato Sandro Pertini, che aveva soggiornato nella casa dei parenti Ighina in Valle Chiara. La chiesa oggi è vigilata e curata dall'Associazione degli alpini di Masone e in essa sono custoditi oltre a caduti della lotta di Liberazione anche personaggi ad essa legati.
Nel 1959 Pastorino lascia la presidenza del Piccardo e si ritira definitivamente a Masone.
Per dieci anni si occupa della sua Vallechiara e lavora al riordino dei propri scritti, al rifacimento di alcuni, alla conclusione di altri e alla raccolta e al commento in due volumi di poesie.
Il "Poeta" muore in Vallechiara di Masone il 29 ottobre 1961 dopo aver completato pochi mesi prima l'ultima sua poesia, La cetra. Viene tumulato nella cripta dell'abbazia di S. Maria in Vezzulla (il Romitorio), dove lo seguiranno le spoglie della moglie Carmelina Cesàri.

## Il Convegno del centenario
In occasione del centenario dalla nascita viene organizzato, in parte a Genova e in parte a Masone, il convegno nazionale di studi L'opera letteraria di Carlo Pastorino.